# Килкис-Лаханаское сражение
Килкис-Лаханаское сражение (греч. Μάχη Κιλκίς-Λαχανά) — сражение Второй Балканской войны у македонских городков Килкис и Лаханас между греческой и болгарской армиями, состоявшееся 19 июня (2 июля) — 21 июня (4 июля) 1913 года.

## Силы и планы сторон
Согласно плану болгарского штаба от 18 мая (так называемый план Савова-Нерезова), на начальном этапе боевых действий 2-я армия должна была удерживать свои позиции по Карадагу и низовьям Струмы до тех пор, пока сербы не будут оттеснены от Криволака и за реку Брегальницу. Затем с подкреплением с сербского фронта она должна была наступать и захватить Салоники. По состоянию на 15 (28) июня армия со штабом в Сере была растянута на 150-километровом рубеже от Вардара до залива Орфанос. Две бригады занимали районы Дойран и Килкис. Одна бригада охватывала дорогу Салоники — Сере в районе деревень Негован и Зарово. Еще одна бригада обеспечивала прикрытие моста через Струму под Орляком. К востоку от реки оставались одна бригада и 11-я пехотная дивизия , а также гарнизоны в портах Порто-Лагош и Дедеагач. Общая численность этих войск составляла около 75 000 человек при 175 орудиях. Командующий 2-й армией генерал Никола Иванов оставил большую часть своих сил вдоль побережья Эгейского моря, так как опасался морского десанта греков.
Греческое командование развернуло между озером Лагадин и нижним течением Вардара четыре пехотные дивизии и кавалерийскую бригаду для наступления через Килкис и Дойран. Этот удар должна была поддержать 10-я пехотная дивизия, которая базировалась на правом берегу Вардара (у Гуменье). Одновременно две дивизии (1-я и 6-я) должны были наступать через Негован на Сере и перерезать сообщение между Македонией и Западной Фракией (железнодорожная линия Сере - Дедеагач). В помощь им придавалась одна дивизия в районе Нигрита. Его задача — захватить мост у Орляка и пересечь путь отступления болгар через Струму. Общая численность греческой армии в Македонии, находившейся под командованием короля Константина, к началу войны превышала 121 000 солдат и офицеров.

## Ход сражения
С началом Второй Балканской войны в ночь на 16 (29) июня болгарские войска атаковали сербские части и смогли вытеснить сербов из Гевгелии, нарушив коммуникации между сербскими и союзными им греческими частями. Тем не менее, они не смогли взять сербскую линию укреплений на реке Вардар. 19 июня (2 июля) греческие войска обеспечили себе тыл, захватив болгарский гарнизон в Салониках, и  развернулись против 2-й армии. После возобновления болгарских атак в конце того же дня греческие войска под командованием короля Константина, в составе 6 дивизий, из располагавшихся 8 на этом участке фронта, и кавалерийской бригады, перешла в контрнаступление. Из-за расхождения направлений наступления - на север (Килкис) и восток (Лаханас) - бои сражения развернулись в двух отдельных секторах.
Бои за Килкис
В результате боев 19 июня (2 июля) болгарские войска были вытеснены с передовых позиций. Утром 20 июня (3 июля), несмотря на начавшееся общее наступление, линия обороны противника не была прорвана. Но к полудню греческие дивизии продвинувшись по линии: Кастро — Мегали Вриси — Кристони — Като Потамия — Акропотамия. Греческий генеральный штаб, стремясь к быстрому захвату Килкиса, отдал приказ о ночной атаке. Однако ночная атака из-за проблем с координацией была начата 2-й дивизией только в 3:30 утра. Были заняты стратегические позиции к востоку от города. Греки окружили фланги двух болгарских бригад и рассвете 21 июня (4 июля), подойдя вплотную к городу, начали штурм Килкиса всеми имевшимися дивизиями. В 9:30 линия обороны болгар была прорвана, и греческая армия заняла Килкис.
Бои за Лаханас
К вечеру 19 июня (2 июля) три греческие дивизии заняли холм Германико, деревню Осса Салоники и район Скепасто. На следующее утро была предпринята основная атака. На протяжении всего дня 1-я и 6-я дивизии пытались приблизиться к основным позициям болгар, но их атаки по открытой местности пресекались болгарской артиллерией. Тем не менее, 7-я дивизия успешно продолжила атаки и вошла в Нигриту.
На следующий день, 21 июня (4 июля), греческие части продолжили наступление, направив главный удар на правый болгарский фланг. Правый фланг сдерживал атаки, а левофланговые части перешли в контратаку благодаря прибытию подкрепления. Однако сильный греческий артобстрел нанес большие потери болгарам, которые около 16 часов стали без приказа покидать свои позиции, вскоре превратившееся в паническое бегство в направлении моста у Орляка через Струму.
В 16.00 греческая армия вошла в Лаханас, преследуя отступающие болгарские части до последних высот в долине Струмы. Разгром болгарских частей стал бы полным, если бы 7-я дивизия вовремя захватила Стримонский мост и таким образом отрезала болгарам путь к Сере. Болгарской армии удалось избежать окружения и отступить за реку Струму. 

## Результаты
Ценой 8700 убитых и раненых в сражении при Килкисе и Лаханасе греческие войска устранили непосредственную угрозу своему контролю над Салониками. Разгромленной 2-й болгарской армии удалось отступить на левый берег Струмы, но из-за понесенных значительных потерь (большое количество дезертиров, более 3000 убитых и раненых только под Килкисом, по греческим данным: всего 6000 пленных и 130 орудий по всему фронту) не выдержали последующего наступления противника. Греческое наступление было остановлено только в середине июля у Горна-Джумая в результате Кресненской операции.